# Paramesotriton longliensis
Espèce
Paramesotriton longliensis est une espèce d'urodèles de la famille des Salamandridae.

## Répartition
Cette espèce est endémique de République populaire de Chine. Elle se rencontre :
- dans le xian de Xianfeng dans la province du Hubei ;
- vers 1 140 m d'altitude dans le xian de Longli dans la province du Guizhou.

## Étymologie
Son nom d'espèce, composé de longli et du suffixe latin -ensis, « qui vit dans, qui habite », lui a été donné en référence au lieu de sa découverte, le xian de Longli.

## Publication originale
- Li, Tian, Gu & Xiong, 2008 : A new species of Paramesotriton - Paramesotriton longliensis (Caudata: Salamandridae). Zoological Research, Kunming, vol. 29, no 3, p. 313-317 (texte intégral).